# Luperosaurus cumingii
Luperosaurus cumingii är en ödleart som beskrevs av  Gray 1845. Luperosaurus cumingii ingår i släktet Luperosaurus och familjen geckoödlor. IUCN kategoriserar arten globalt som otillräckligt studerad. Inga underarter finns listade i Catalogue of Life.